# پکارسکایا
پکارسکایا (انگلیسی: Pekarskaya) یک شهرک در شهرستان بلاگووشچنسکی باشقیرستان کشور روسیه است.